# Obscure
Obscure (стилизовано как ObsCure) — компьютерная игра в жанре survival horror, разработанная французской компанией Hydravision Entertainment и изданная DreamCatcher Interactive. Игра повествует об ужасах в обычной старшей школе в США. В 2007 году вышло продолжение под названием ObsCure 2.

## Геймплей
Игрок управляет персонажем, который бегает по трёхмерной локации и уничтожает монстров. Всё действие игры происходит на территории школы, но чтобы пройти в кое-какие участки игроку нужно выполнять своего рода мини-квесты, заключающиеся в основном в поисках ключей или подручных средств для взлома замков. Если игрок не знает, куда ему идти, то он может посмотреть карту, где отмечена та часть школы, в которой есть что-то, что поможет ему продвинуться по сюжету. Из пятерых игрок может в любой момент выбрать максимум двух персонажей, но управлять может только одним (но в то же время он может переключать между ними управление). Когда игрок управляет одним персонажем, второй управляется компьютером. Между тем геймплей игры приспособлен на двух игроков.
Одно из облегчающих обстоятельств, это то, что во время стрельбы не нужно наводить прицел на нужную цель. Достаточно нажать нужную клавишу и персонаж сам наведёт оружие на врага. Наличие прикреплённого к оружию фонарика путём его вспышек может сократить количество выстрелов, которые понадобятся для того, чтобы уничтожить нападающих. Система сохранений не позволяет сохранить игру в любой момент, вместо этого на всей территории Лифмора игрок будет находить компакт-диски, которые и будут позволять ему делать сохранения. При этом таких дисков можно найти много и при правильной экономии к финалу у игрока может остаться ещё четырнадцать-пятнадцать таких дисков.
Мышь в игре не используется, изображение ведётся от лица автоматической камеры. Никакого вреда игровому процессу это не наносит, потому что в большинстве случаев показывает стандартный вид сверху вниз под углом в 45 градусов. Но есть и моменты, когда камера предоставляет кинематографические ракурсы — в одном из мест игрок находится на улице, а камера демонстрирует его из окна верхнего этажа в ближайшем здании.

## Сюжет
Американская старшая школа Лифмор под директорством Герберта Фридмана хоть и является старинным и уважаемым заведением, но окружена нехорошими слухами — в школе таинственно пропадают ученики, которых так и не находят. Однажды вечером старшеклассник Кенни Мэтьюс задерживается в спортзале после тренировки по баскетболу и кто-то неизвестный крадёт у него из раздевалки сумку, убежав в расположенный рядом со спортзалом заброшенный парк. Кенни следует за ним и попадает в погреб старого заколоченного дома, что стоит в парке. В погребе обнаруживается секретный проход, который ведёт в катакомбы, где парень видит, как по потолку подземного туннеля тянутся какие-то пульсирующие корни и ветки, в темноте по полу что-то проносится, а впереди дорогу перекрывает завеса из каких-то чёрных газов, которая испаряется, когда Кенни усиливает мощность фонарика. В процессе поисков Кенни попадает в большое помещение, забитое здоровенными клетками, а в одном месте он находит нечто похожее на больничные койки со смирительными ремешками. Под конец Кенни попадает в камеру, где находит лысого дистрофика Дэна, который очень напуган и просит Кенни не бросать его. Пробираясь обратно, ребята натыкаются на здоровенного монстра, который убивает Дэна. Кенни же добирается до лестницы в подвал, но тут кто-то наверху захлопывает люк. На следующий день сестра Кенни Шэннон пытается выяснить, куда делся её брат: в тот вечер у него было назначено свидание с Эшли Томпсон, к которой он так и не пришёл. Спеша на урок, Шэннон и Эшли не замечают грозного взгляда директора Фридмана, который произносит странную фразу: «Наслаждайтесь солнцем, пока можете». На уроке биологии профессора Дэниела Уолдена они их одноклассник Джош Картер решают встретиться в главном корпусе в школьном кафетерии в 6 часов вечера и начать собственное расследование (в полицию обращаться проблемно, ибо будет конфликт с родителями). В 6:13 вечера вся школа окончательно пустеет. К троице присоединяется их другой одноклассник и друг Стэн Джонс и вчетвером они начинают собственное расследование.
В конечном итоге они узнают, что директор Фридман имел когда-то брата-близнеца Леонарда. Некогда братья Фридманы и старшая медсестра Лифмора мисс Виксон занимались исследованиями в области медицины. Они ездили в тропические леса, с целью найти растения с какими-нибудь целебными свойствами, которые могут продлить жизнь человека. В конечном итоге они нашли растение Мортифилия, которое действительно могло продлить жизнь человека (ребята с удивлением узнают, что троица, оказывается, родилась ещё в 19-м веке), но в какой-то момент что-то пошло нет так и в 1960-х Леонард начал мутировать, превращаясь в некое подобие органического растения. Чтобы скрыть его от общественности Леонард был объявлен пропавшим без вести во время исследовательского авиаполёта, а сам он был спрятан в гигантских катакомбах под школой, где они в своё время оборудовали лаборатории. Герберт и мисс Виксон начали похищать зазевавшихся учеников (изначально они похищали учеников из корпуса общежития, но их исчезновения привели к тому, что в конечном итоге общежитие Лифмора было закрыто и Герберту с мисс Виксон только в редких случаях теперь удавалось заполучить испытуемых), на которых стали тестировать инъекции, чтобы найти противоядие для Леонарда, но все их опыты оканчивались неудачно: испытуемые мутировали в жутких органических мутантов. В довершении ко всему у Леонарда и всех мутировавших развилась сильная светочувствительность: любой яркий свет наносит им сильные ожоги.
В тот вечер, когда Шэннон, Эшли, Джош и Стэн решают найти Кенни, Дэниел Уолден случайно выпускает монстров наружу, которые расползаются по всему Лифмору. Параллельно по школе начинают ползти странные чёрные ауры. Пройдя через множество препятствий ребята находят Кенни в катакомбах, но освободить его не успевают, потому что появляется Фридман и швыряет им под ноги газовую гранату, из-за чего все засыпают. Проснувшись они обнаруживают новую напасть: Фридман им, как и Кенни, сделал инъекции Мортифилии и поэтому когда наступит утро, то первые лучи солнца убьют их. Им удаётся выяснить, что Фридману всё же удалось изготовить противоядие. Но когда они находят Фридмана глубоко в катакомбах перед входом в гигантское помещение, то видят, как его убивает Уолден (который тоже по неосторожности оказался инфицированным), поскольку Фридман отказался отдать ему противоядие. Между тем выясняется, что Леонард за прошедшие года мутировал целиком в гигантское растение, которое теперь находится в этом помещении. Увидев смерть брата Леонард впадает в ярость и убивает Уолдена, а затем обрушивает свой гнев и на ребят. Защищаясь ребята вынуждены отстрелить все его лианы, на которых он держится, из-за чего на Леонарда обрушивается потолок и погребает его. Ребята берут чемодан с вакциной и по обломкам выбираются наружу, где уже наступило утро (оказывается, что комната с Леонардом располагалось прямо под спортзалом школы). Они вводят себе вакцину, но тут из под обломков поднимается всё ещё живой Леонард. Несмотря на то, что его вовсю поливает солнце и его шкура плавится, он всё равно пока жив. Завязывается небольшая битва, но затем Леонард падает замертво, его шкура окончательно расплавляется и остаётся только скелет. После этого идёт видеоряд, показывающий, как все лианы и корни, опутавшие коридоры катакомб, уходят в землю, а проникнувшие в школьные помещения солнечные лучи убивают всех мутантов.

## Концовки
У игры две концовки, которые зависят от того, выжили ли все пять главных героев или кто-то из них погиб.
Первая концовка — если игрок сохранил всю пятёрку героев. Посреди развалин спортзала Шэннон обнимается с Джошем, а Кенни с Эшли. Стэн какое-то время топчется на месте, а затем направляется к чемодану с сывороткой, который наполовину завален камнями. Вытащив его Стэн замечает, как над ним нависла чья-то большая тень. Он поднимает голову, резко падает на спину и стреляет из пистолета.
Также за эту концовку в меню в опции «Дополнения» раскрываются дополнительные материалы об игре.
Вторая концовка — если на протяжении всей игры погиб хоть один из главной пятёрки героев. Игроку показывают толпу людей, стоящих возле памятника-мемориала, посвящённого жертвам Лифмора. У его подножья тянется ряд не закопанных могил, в которых лежат гробы. Из одного из них начинают выходить чёрные газы Мортифилии.

## Саундтрек
24 трека, написанные Ольвие Деривьером и спетые детским хором Парижской Гранд Опера:
1. Main Titles (Главная Тема)
2. Empty School (Пустая Школа)
3. Something Hidden (Нечто)
4. First Ones (Первая Встреча)
5. Blowing Up a Wall (Взорвать Стену)
6. Being Surrounded (Находясь в окружении)
7. Herbert Friedman (Герберт Фридман)
8. Who is Herbert? (Кто такой Герберт?)
9. Wickson, the Nurse (Медсестра Виксон)
10. Infested Place (Место Заражения)
11. Give Us Eternity (Дайте нам Вечность)
12. The First Queen (Первая Королева)
13. Pure Suite (Чисто)
14. Wickson and Leonard (Виксон и Леонард)
15. The Second Queen (Вторая Королева)
16. Gardener’s Story (История Садовника)
17. Herbert’s Secret Office (Секретный офис Герберта)
18. Old Movie (Старый Фильм)
19. Friedman’s Place (Место Фридмана)
20. Finding Leo (Поиск Лео)
21. Final Fight (Финальная Битва)
22. Leonard’s Death (Смерть Леонарда)
23. Death (Смерть)
24. End Titles (Заключительная Тема)

Также есть два трека, которые играют в заставках, но не входят в состав саундтрека:
«Still Waiting» в исполнении «Sum 41» и «Don't Think The Way They Do» в исполнении «Span»

## Локализация
Локализация игры выполнена компанией «Логрус». В странах СНГ и Балтии игра издавалась компанией 1С с оригинальным названием на PC и PlayStation 2.
В озвучивании приняли участие актёры: Олег Вирозуб (Джош, Алан Гарднер), Лариса Гребенщикова (Шэннон), Ольга Кузнецова (Эшли), Дмитрий Филимонов (Стэн, Дэн), Юрий Деркач (Кенни), Александр Котов (Дэниел Уолден), Елена Соловьёва (Элизабет Виксон) и др.

## Критика
| Сводный рейтинг | Сводный рейтинг | Сводный рейтинг | Сводный рейтинг |
| Издание         | Оценка          | Оценка          | Оценка          |
| Издание         | PC              | PS2             | Xbox            |
| --------------- | --------------- | --------------- | --------------- |
| GameRankings    | 66,75 %         | 67,22 %         | 69,41 %         |

Журнал Игромания назвал игру «Французским хоррором на американский лад» и отметил, что при всех своих недостатках игра хлещет с экрана очень плотной атмосферой и удивительно грамотным саундтреком. Его оценка — 7.5 из 10.